# 许立群 (1917年)
许立群（1917年8月—2000年7月16日），原名杨承栋，笔名杨耳，江苏南京人，中华人民共和国哲学家，原中共中央宣传部常务副部长。

## 生平
1917年8月生。1936年9月至1937年7月，在清华大学理学院物理系学习。1937年2月由熊向晖介绍加入中国共产党。同年夏七七事变爆发后，于10月迁至长沙临时大学，转文学院历史系学习。此后历任中共川东特委青委组织部部长、中央青委科长、中央政治研究室研究员、辽西省委《胜利报》社社长、辽西省教育厅副厅长等职。1949年10月中华人民共和国成立后，又先后出任青年团北京市委书记，团中央宣传部副部长，中共中央宣传部处长、副部长，并曾任中央马恩列斯著作编译局局长（1960年12月－1978年10月）、《红旗》杂志副总编辑。文化大革命期间受到迫害，被关押长达8年半之久。文革结束后出任中国社会科学院哲学研究所所长、名誉所长、顾问。
此外，他还是第一届全国人大代表，第四、六、七届全国政协委员，第五届全国政协常委，中共八大代表。2000年7月16日逝世，终年83岁。

## 出版物
笔名杨耳，著有《中国史话》、《国事痛》等。